# Martirio di San Pietro (Palma il Vecchio)
Il Martirio di San Pietro è un dipinto a olio su tavola di Jacopo Palma il Vecchio databile tra il 1526 e il 1528 conservato nel Museo d'arte sacra San Martino

## Storia
Per molto tempo il dipinto non fu assegnato all'artista di Serina. Pare che Palma il Vecchio, avesse partecipato al concorso indetto nel 1528 dalla confraternita di San Pietro per la pala d'altare della chiesa veneziana dei santi Giovanni e Paolo, a cui parteciparono Tiziano Vecellio e il Pordenone come testimonierebbero l'incisione del Tiziano, e il dipinto del Pordenone conservato nella Galleria degli Uffizi, raffigurante il medesimo soggetto. Il Palma non vinse il concorso che fu assegnato, con qualche polemica, al pittore veneziano, ma il soggetto del dipinto interessò la congregazione dei disciplini di Alzano che da tempo cercava un'opera da collocare come pala dell'altare maggiore per il nuovo edificio dedicato al santo. L'antica chiesa fu riedificata tra il 1510 e il 1529, e la tavola potrebbe esser stata acquistata durante gli anni della sua nuova costruzione. L'ancona dove fu collocata la tavola, di grandi dimensioni, atta a completare la parete absidale è probabile progetto di Pietro Isabello coetaneo e amico dell'artista, nonché progettista della nuova chiesa.
La tavola fu ritenuta da Bernard Berenson opera di Lorenzo Lotto realizzata tra il 1514 e il 1515, che bel conosceva il Palma, e che forse fece da collegamento tra l'artista e la congregazione dei disciplini di San Pietro.
Fu lo storico Roberto Longhi, nel 1926, a inserire il dipinto nel catalogo delle opere del bergamasco.
Il dipinto è da considerarsi tra le prime opere narrative che non rappresentano storie del Nuovo e Antico testamento, ma il racconto del martirio di un santo, importante inizio di quello che fu un tempo di cambiamento e di riforme anche sul territorio bergamasco, superando quelle che erano le tradizionali raffigurazioni.
La tavola venne spostata nella basilica di San Martino durante l'occupazione napoleonica,  nella prima cappella a sinistra della navata. Per poterla adattare alla nuova cornice marmorea la tavola venne centinata perdendo così la sua forma originale, e poi posta nell'adiacente museo. La chiesa di San Pietro conserva la grande cornice originale dell'Isabello dove è stata collocata la tela del 1707 raffigurante il medesimo soggetto opera di Bartolomeo Litterini.

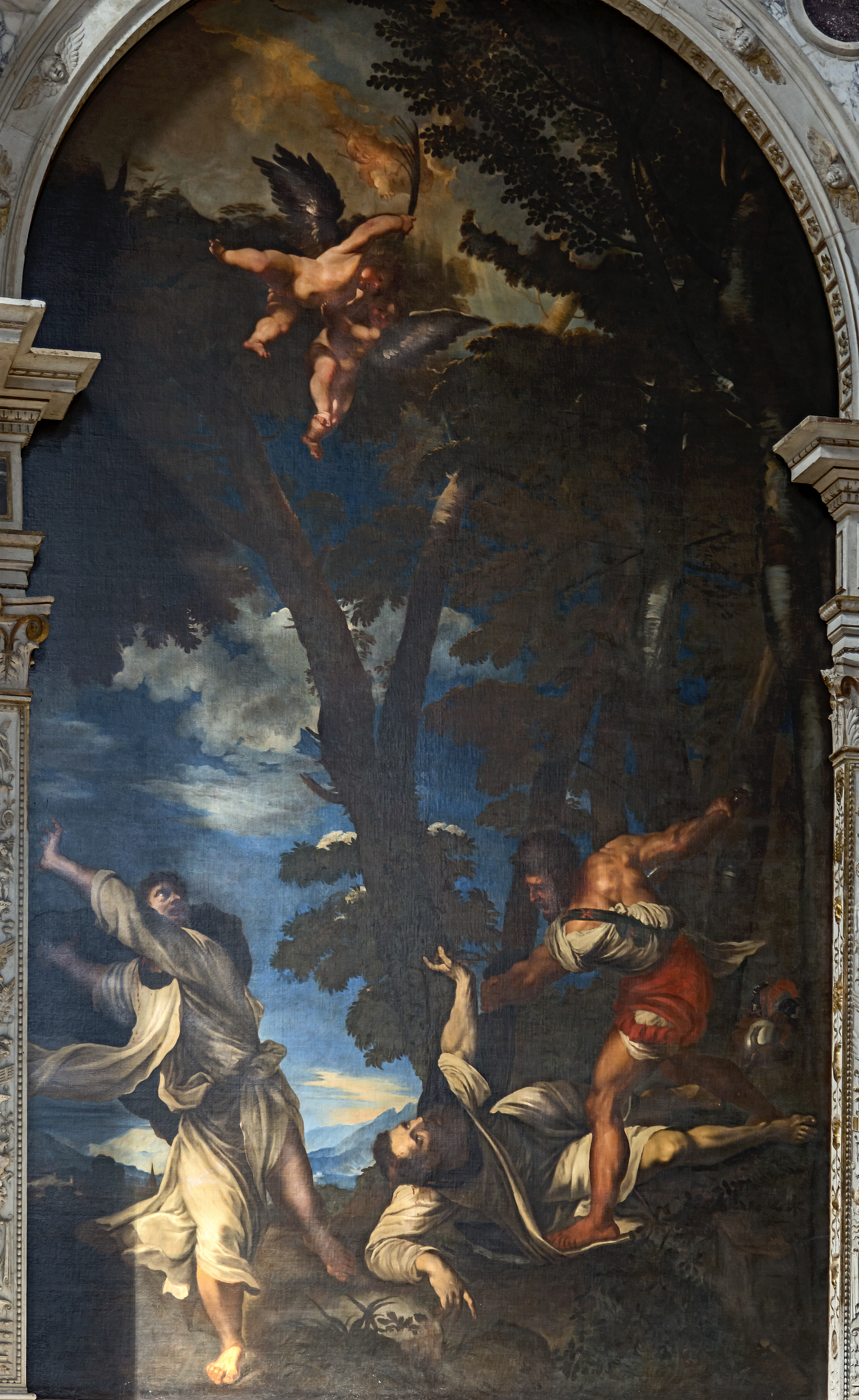
Martirio di san Martino di Johan Carl Loth copia del dipinto di Tiziano bruciato nel 1867

## Descrizione
La tavola raffigura il racconto del martirio del frate domenicano san Pietro Martire ucciso durante un agguato a causa della sua battaglia contro l'eretismo.
La tavola è divisa in tre parti. Nella parte inferiore vi è la raffigurazione della scena del martirio, quella che è l'iconografia tradizionale. Il frate, posto centrale al dipinto, è inginocchiato ed è appena stato colpito dalla daga sul capo da uno dei due sicari. Il martire però volge lo sguardo al cielo dove appare Dio Padre con gli angeli che gli porgono la palma simbolo del martirio e la corona. L'artista volle raffigurare nel volto di Pietro la sua fede, nello sguardo estatito, vi è la lontananza dalla crudeltà dell'uomo, nel suo sguardo grazie alla sua fede c'è già il perdono. Il santo è trattenuto da uno dei due sicari, che indossano abiti del Cinquecento, che continuano a colpirlo, mentre sul lato destro vi è la raffigurazione di un confratello frate che fugge spaventato dall'agguato. Il Palma diede molta cura all'abbigliamento dei soggetti, 

La parte centrale è composta dal paesaggio che divide il cielo dalla terra, un paesaggio cupo, ricco, verde e nero, e molto profondo, come l'animo umano a destra, mentre a sinistra una chiesa, un castello e le montagne azzurre all'orizzonte, riportano alla serenità nella fede del santo, la natura infatti non si accorge della malvagità degli uomini. La tela termina con la parte superiore dove vi è nell'azzurro del cielo, Dio Padre con le braccia spalancate all'accoglienza, con uno stuolo di angeli. Questo è raffigurato nelle vesti rosse segno del dolore, ma è un Padre che abbraccia e che riconosce la fede degli uomini accogliendoli tra i suoi santi. C'è proprio nell'intenzione dell'artista voler rappresentare i due aspetti dell'animo umano.
I personaggi sono dipinti in una forma molto plastica, e il contrasto cromatico del bianco dell'abito domenicano con il rosso del cappello del sicario, nonché dell'abito di Dio Padre, sono di chiaro richiamo alla pittura rinascimentale veneta.